# Javanski jezici
Javanski jezici jedna od glavnih skupina malajsko-polinezijskih jezika kojim govori nekoliko naroda na području otoka Jave i Balija, Indonezija. ali i po nekim drugim iseljeničkim zemljama kao što su Surinam, Francuska Gijana, Malezija (Sabah) i Nova Kaledonija.
Obuhvaća (5) jezika, to su: javanski, novokaledonski javanski, karipski javanski ili surinamski javanski, osing i tengger.
Najvažniji je javanski jezik koji ima preko 75.000.000 govornika.

## Vanjske poveznice
- Ethnologue (14th)
- Ethnologue (15th)